# Montserrat Alavedra i Comas
Montserrat Alavedra i Comas (* 6. April 1945 in Terrassa; † 4. April 1991 in Barcelona) war eine katalanische Sopranistin und Musikpädagogin.

## Leben und Werk
Montserrat Alavedra wurde in Barcelona, Madrid und in Salzburg ausgebildet. Sie begann ihre Musikstudien im Alter von 12 Jahren in Barcelona bei Genoveva Puig und setzte diese bei Jordi Alvareda fort. Später studierte sie bei Lieselotte Egger, Viorica Ursuleac, Paul von Schilhawsky und Erik Werba in Salzburg und bei Lola Rodríguez Aragón in Madrid.
Sie spezialisierte sich auf die Musik von Wolfgang Amadeus Mozart und anderen Komponisten des 18. Jahrhunderts. Zudem pflegte sie das romantische und zeitgenössisches Liedgut, vor allem das deutsche Liedgut ohne dabei das katalanische Kunstlied zu vergessen. In diesem Kontext brachte sie Werke von Robert Gerhard, Frederic Mompou und Francesc Taverna zur Uraufführung. 1972 sang sie am Teatre de la Zarzuela in Madrid El giravolt de maig von Eduard Toldrà unter der Leitung von Antoni Ros Marbà. Sie trat häufig bei Festivals in Spanien und den katalanischen Ländern auf. Sie trat auch häufig in Wien und in Salzburg beispielsweise der Leitung von Bernhard Paumgartner und Karl Böhm sowie an der Seite des Pianisten Erik Werba auf. Später trat sie auch in Kanada, London, Deutschland, Schottland, Polen und Südafrika auf.
Sie spielte mehrere Tonträger ein, einen davon in Zusammenarbeit mit der katalanischen Sopranistin Ester Casas, auf der man die Schönheit ihrer Stimme mit den weichen und hellen Höhen deutlich erfassen kann. Ihr Repertoire wurde in mehreren Aufnahmen dokumentiert. Es umfasste unter anderem eine Liedsammlung von Henry Purcell, Franz Schubert, Gabriel Fauré, Witold Lutosławski, Manuel de Falla, Joaquín Rodrigo, Xavier Montsalvatge und Isaac Albéniz.
Sie ließ sich in den letzten Jahren ihrer Karriere in den Vereinigten Staaten nieder, wo sie sich den Ruf einer bedeutenden Gesangspädagogin erwarb. Sie wirkte als außerordentliche Professorin am Lehrstuhl für Gesang und Diktion an der American University of Washington-Seattle.
Montserrat Alavedra starb nach langer Krankheit auf dem Höhepunkt ihrer Musikerkarriere im April 1991 in Barcelona.
1992 wurde zu Ehren von Montserrat Alavedra der Concurs de Música de Cambra Montserrat Alavedra (Kammermusikwettbewerb Montserrat Alavedra) in Terrassa ins Leben gerufen.